# Alexandre de Paeuw
Alexandre (Alex) de Paeuw (7 oktober 1988) is een Belgisch hockeyer.

## Levensloop
Hij begon zijn hockeycarrière op 5-jarige leeftijd bij Royal Orée. Bij deze club bleef hij actief tot 2008, waarna hij aan de slag ging bij Waterloo Ducks. Met deze club werd hij viermaal landskampioen (2009, 2012, 2013 & 2014). Vervolgens was de Paeuw actief in de Catalaanse competitie bij Club Egara. Met deze club uit Terrassa werd hij Catalaans kampioen en verloor hij nipt de finale van het Spaans kampioenschap. In aanloop van de Olympische Zomerspelen van 2016 keerde de Paeuw terug naar Waterloo ducks, alwaar hij actief bleef tot 2016. Hierop volgend werd hij opnieuw actief bij zijn jeugdclub. Sinds 2020 komt hij uit voor La Gantoise.
Daarnaast was hij actief bij het Belgisch hockeyteam. Hij maakte zijn debuut bij de nationale ploeg tijdens de Hamburg Masters van 2008. Met de Red Lions werd hij op het Europese kampioenschap van 2011 vierde en in 2015 vijfde. Omwille van een bof-besmetting moest de Paeuw passen voor de Olympische Zomerspelen van 2012, maar in 2016 te Rio maakte hij (als reserve) wel deel uit van de nationale equipe.
Ook is hij actief bij het Belgisch zaalhockeyteam. Met de Indoor Red Lions nam hij onder meer deel aan het wereldkampioenschap van 2023.